# بطولة العالم لألعاب القوى 2023
بطولة العالم لألعاب القوى 2023 هي النسخة ال19 من بطولة العالم لألعاب القوى، وأقيمت من 19 أغسطس حتى 27 أغسطس 2023 في مدينة بودابست، المجر.